# Berry Bastion
Die Berry Bastion ist ein 3144 m hoher, größtenteils eisbedeckter Berg mit steilen Kliffs an der Nordflanke im Australischen Antarktis-Territorium. Er ragt zwischen Mount Olympus und Mount McClintock aus dem Hauptkamm der Britannia Range auf.
Das Advisory Committee on Antarctic Names benannte ihn im Jahr 2000 nach dem US-amerikanischen Verwaltungsbeamten Morrell John Berry (* 1959), stellvertretender Staatssekretär für Regelung, Verwaltung und Haushalt im US-Innenministerium von 1997 bis 2000.